# Heerlijkheid Pleß (Beieren)
Pleß was een tot de Zwabische Kreits behorende heerlijkheid binnen het Heilige Roomse Rijk.
Het dorp Pleß werd in 1547 gekocht door Fugger van het hospitaal Memmingen. In 1719 werd het verkocht aan het kartuizerklooster Buxheim. In artikel 24 van de Reichsdeputationshauptschluss van 25 februari 1803 werd het dorp Pleß afgestaan aan de graaf van Wartenberg ten behoeve van de graaf van Sickingen in Sickingen. Deze constructie werd veroorzaakt door de verkoop door het graafschap Wartenberg in 1788 van het dorp Ellerstadt en de pachthoeven Asbach en Oranienhof op de linker Rijnoever aan Sickingen. Het transport van deze bezittingen had echter nog niet plaatsgevonden op het moment dat de linker Rijnoever bij Frankrijk werd ingelijfd. De graaf van Wartenberg kon dus Pleß gebruiken om deze transactie alsnog uit te voeren. In 1803 kocht Sickingen ook de naburige heerlijkheid Osterberg van de gelijknamige heren. De opzet was dat beide heerlijkheden verenigd zouden worden tot een Rijksvorstendom. Op 22 april 1805 volgde echter een rechterlijke uitspraak, waardoor Pleß aan vorst Anselm van Fugger-Babenhausen moest worden afgestaan. De koop van Osterberg werd in 1806 geannuleerd. Samen met de andere bezittingen van Fugger kwam Pleß in 1806 aan het koninkrijk Beieren.